# Hyalostenele
Hyalostenele is een geslacht van vlinders van de familie spanners (Geometridae), uit de onderfamilie Ennominae.

## Soorten
- H. lutescens Butler, 1872
- H. oleagina Warren, 1894